# Guilsfield

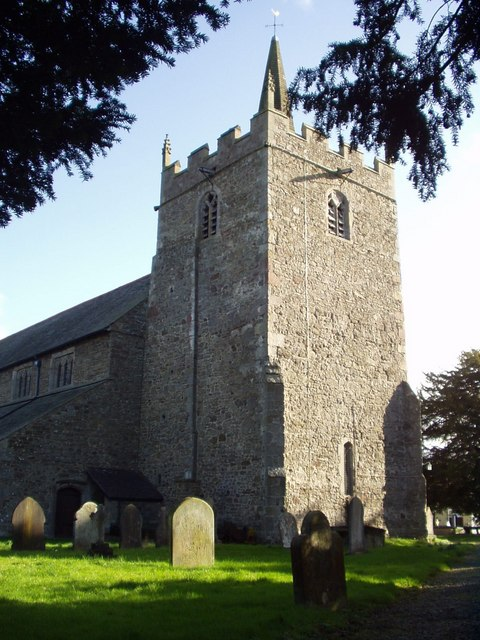
A Igreja de São Aelhaearn em Guilsfield.

Guilsfield (em galês:  Cegidfa, lit. "Hemlock-field") é uma vila e comunidade de governo local em Powys, Gales. Situa-se ao lado de Guilsfield Brook e a cerca de três milhas ao norte de Welshpool. Também está na estrada B4392 nas proximidades. A comunidade tem uma área de 30,01 km2 e população de 1640 no censo realizado em 2001 no Reino Unido.

## Origem do nome
O nome da vila foi registrado pela primeira vez no século XII como Kegitua. O nome respectivo em inglês foi o primeiro salvo em 1278 como "Guildesfelde". Pode ser o nome de uma pessoa (ou seja, "campo de Gyldi") ou poderia ter o significado de "campo de ouro".

## História
Há várias grandes casas na área, incluindo a Maesmawr Hall, que data de 1692 e a Trawscoed Hall de 1777.  Em 1862, um tesouro de metais do final da Idade do Bronze foi descoberto perto de Cegidfa. Ele continha mais de 120 peças, tais como espadas, lanças e machados.

## Igreja
A igreja é dedicada a São Aelhaiarn, mas por vezes tem sido erroneamente registrada como dedicada a Santo Egídio e São Tyssilio. A atual torre da igreja data de cerca de 1300. Embora a festa de São Aelhaiarn seja comemorada em 2 de novembro, sua feira local é tradicionalmente realizada seis dias mais tarde, no dia 8.